# Marina Hulia
Marina Hulia (ur. jako Марина Гуля w 1965 w Czerkasach) – polska nauczycielka i pedagożka pochodzenia białorusko-rosyjskiego.

## Życiorys
Urodziła się w rodzinie Białorusinki i Rosjanina. Wychowywała się w Czerkasach. Ukończyła studia z filologii rosyjskiej na Państwowym Uniwersytecie w Czerkasach oraz w Instytucie Profilaktyki Społecznej Resocjalizacji Uniwersytetu Warszawskiego. Pracowała tam jako nauczycielka i wicedyrektorka szkoły. Ok. 1992–1993 wyjechała do Polski, początkowo do Bydgoszczy. Została zatrudniona jako nauczycielka języka rosyjskiego w XXV Liceum Ogólnokształcącym w Warszawie. Organizowała między innymi wyjazdy uczniów do Czerkas. Z inspiracji Moniki Płatek pracowała z rodzinami czeczeńskimi w Warszawie, koordynowała wolontariat więzienny w 14 jednostkach penitencjarnych okręgu warszawskiego. Prowadzi od 2016 szkołę demokratyczną dla czeczeńskich uchodźców koczujących na dworcu w Brześciu. Była doradczynią ds. nauczania dzieci cudzoziemskich przy Ministerstwie Edukacji Narodowej oraz koordynatorką międzykulturową w Społecznej Akademii Nauk w Łodzi.
Zamężna z Wiktorem Węgłowskim – Polakiem urodzonym w Workucie, potomkiem zesłańca. Ma co najmniej jedno dziecko (córkę).
Nie ma komputera i nie korzysta ze smartfona. Prowadzi profil społecznościowy na Facebooku poświęcony niesieniu wsparcia uchodźcom wojennym z Czeczenii oraz Ukrainy „Dzieci z Dworca Brześć”.

## Wyróżnienia
- Nagroda im. Ireny Sendlerowej „Za naprawianie świata” (2013)[11][7][12]
- Nagroda Specjalna Ministra Kultury i Dziedzictwa Narodowego za Nieocenione Zasługi dla Kultury Polskiej (2006)[6]
- Nagroda im. Sergio Vieira de Mello za Zasługi dla Pokojowego Współistnienia i Współdziałania Społeczeństw, Religii i Kultur (2007)[6]
- Nagroda Fundacji im. Janiny Paradowskiej i Jerzego Zimowskiego (2016)[5]
- Odznaka Honorowa za Zasługi dla Ochrony Praw Dziecka (2017)[13]
- Nagroda im. księdza Józefa Tischnera (2020)[4]
- Nominacja do nagrody Warszawianka Roku (2021)[14]
- Nominacja do Międzynarodowej Nagrody dla Kobiet Niezwykłej Odwagi (2022)[15]
- Nominacja do nagrody im. Jana Rodowicza „Anody” (2021[16], 2023[8])
- Order Uśmiechu (2024)[17]

## Publikacje książkowe
- Marina Hulia: Aschab i kawałek pizzy. Warszawa: Oficyna Wydawnicza Łośgraf, 2011, s. 94. ISBN 978-83-62726-22-6.
- Marina Hulia, Zbigniew Wojnarowski: Recydywista. Warszawa: Centrum Kształcenia Liderów i Wychowawców im. Pedro Arrupe, 2018, s. 255. ISBN 978-83-925537-5-5.
- Marina Hulia, Monika Głuska-Durenkamp: Dzieci z Dworca Brześć. Warszawa: Kosmos Kosmos, 2019, s. 256. ISBN 978-83-952349-3-4.